# Catantostomatidae
De Catantostomatidae zijn een familie van uitgestorven weekdieren uit de klasse van de Gastropoda (slakken).

## Geslacht
- Catantostoma G. Sandberger, 1842 †